# ルイス・トロンダイム
ルイス・トロンダイム（Lewis Trondheim、本名：Laurent Chabosy、1964年12月11日 - ）は、フランスの多産な漫画家（バンドデシネ作家）であり、独立系出版社アソシアシオンの設立者の1人である。彼の2つのサイレントコミック『La Mouche』（蝿）と『Kaput and Zösky』はアニメーション化されている。「トロンダイム」のペンネームはノルウェーにある都市の名前から取ったものである。

## 経歴
1964年、フォンテーヌブローに生まれる。22歳で広告の学校に入り、在学中にスリジーのマンガ・シンポジウムでジャン＝クリストフ・ムニュと出会った。ムニュやダヴィッド・ベーらが作っていた実験漫画雑誌『ラボ』にトロンダイムも加わり、1990年、トロンダイム、ムニュ、ダヴィッド・ベー、キロフェール、スタニスラス、マット・コンチュールの6人で独立系漫画出版社アソシアシオンを設立。従来のバンド・デシネの「オールカラー46ページ」という決まった形式から離れた作品出版を可能にした。1992年にはムニュとともに実験漫画創作グループ「ウバポ」を設立（のち脱退）。
漫画作者としては、ルイス・トロンダイムはまず『Les formidables aventures de Lapinot』（ラピノのすてきな冒険）の著者として名声を得た。彼は1980年代の終わりに、絵のトレーニングと称して無彩色の漫画を描き始め、これがシリーズ最初の作品である500ページのグラフィック・ノベル『Lapinot et les carottes de Patagonie』（ラピノとパタゴニアのにんじん）となった。その傍ら、彼は風刺雑誌「Psikopat」にも短編作品を寄稿した。
『Slaloms』（スラローム）が1993年にアングレーム国際漫画祭でファーストコミックブック賞を受賞した後、彼は大手の出版社ダルゴーに作品を提供し、その一方で自身の設立したアソシアシオンやコーネリアスなどの独立系の出版社でより作家性の強い作品を次々に制作していた。これらの活動によりトロンダイムは次第に人気作家となっていった。
続いてトロンダイムは様々な企画で作品を発表した。彼は『La Mouche』（蝿）を日本の市場に向けて発表し、作品のキャラクターがアニメーションに採用されると、作品をフランス語版のために描き直した。
『ラピノ』の後のトロンダイムの代表的な作品は、ジョアン・スファールとの共同制作による『Donjon』（ドンジョン）である。この作品は内外で非常に人気を集めた。

### トロンダイムの「引退」
彼はそれまで非常に早いペースで作品を量産していたが、2004年、自分の情熱を「仕事」にしたくないという理由で、漫画の世界から半ば引退することを表明した。それ以降彼はいくつかの作品を描いているが、それまでに比べるとかなり遅いペースで発表されている。
トロンダイムは長い間、この期間にWeb上に1年間発表された野心的な作品『Le blog de Frantico』（フランティコのブログ）の作者であると考えられていた。Franticoのペンネームで発表されているこの作品について、トロンダイムはインタビューや自身のブログなどで、自身が執筆したことを認めたり否定したりを替わる替わるに答えていたが、その後セバスチャン・ルサージュが真の作者として名乗り出、それまでトロンダイムに秘密を守るように頼んでいたことを明かした。
近年、トロンダイムは出版社デルクールの編集者として仕事をしており、若者向けの漫画集である『Shampooing』の編集を指揮している。
2006年、トロンダイムはアングレーム国際漫画祭でグランプリを受賞した。

## 作品
トロンダイムは100以上のタイトルを描き著しており、作品のジャンルも多岐に渡っている。特に知られている作品は以下のものである。
- 『Les formidables aventures de Lapinot』（ラピノのすてきな冒険）（10巻）は、風刺とファンタジーを融合したもので、主要なキャラクターはすべて動物である。例えばシャイで気楽なウサギや、すぐ厄介ごとに巻き込まれる、大きな口の魅力的な猫などが登場する。舞台は現代のフランスと紋切り型の時代的な設定が交互に用いられる。繰り返し現れるキャラクターは一種の俳優として考えられるもので、ストーリーごとに違った役割を演じるが、割り振られる役割のタイプは毎回同じである。
- 『Donjon』（ドンジョン）（25巻以上）は、ジョアン・スファールとの共同制作であり、『ダンジョンズ&ドラゴンズ』に似た世界観を持つ年代記に挑んだ野心作である。3期に渡って続けられた。作品のトーンはヒロイックな雰囲気からコミカルなものへ、またダークなものへと様々に変化する。
- いくつかの子供向けの作品のうち、ファブリス・パルムによって描かれた『Le roi catastrophe』は少年の王様のシリーズである。『Monstrueux』は、トロンダイムのそれに似た家族と、彼らのペットであるモンスターのジャン・クリストフを描いている。『Kaput and Zösky』はエイリアンを扱ったもので、近年テレビ番組でも用いられた。さらに最近の作品『A.L.I.E.E.E.N.』は、「トロンダイムが休暇中に田舎で発見した」エイリアンの子供の本である。
- ジャガイモのような形態のシンプルなキャラクターの話を集めた作品集の大部分はアソシアシオンから出版されている（『Genèses apocalyptiques』、『Non, non, non』、『Le pays des trois sourires』 etc.）
- 『Approximate Continuum Comics』などの自伝的な作品は、後に『Carnet de bord』シリーズとともに『Approximativement』に収められた。彼のより最近の自伝的な作品は、『Les petits riens』のタイトルで彼のブログに発表されている。
- さまざまなコンセプチュアルな作品のうち、『Le dormeur』（眠る人）と『Psychanalyse』（精神分析）は一つの同じコマを台詞だけ替えて繰り返すことによって作られている。『Bleu』（青）と『La nouvelle pornographie』（ヌーベル・ポルノグラフィー）は「抽象漫画」と喧伝されたもので、意味や言葉を廃し抽象的な図形の展開だけで漫画を成り立たせている。『Moins d'un quart de seconde pour vivre』（生きるための四分の一秒）は、ジャン＝クリストフ・ムニュが描いた4つのコマを様々に組み合わせて作られた作品で、これらは実験的漫画創作グループ「ウバポ」設立の基礎となった。

## 日本での出版
- Mister O（ミスター・オー）（講談社、2003年11月、ISBN 4062121476）
- ピエールとジャンヌのパパ！お話しして！（原題：Allez raconte)（ジョゼ・パロンド画、くらしき絵本館、2008年12月、ISBN 9784990434403)